# 張帥
張 帥（ちょう すい、ジャン・シュアイ、ピン音表記：Zhāng Shuài, 1989年1月21日 - ）は、中国・天津市出身の女子プロテニス選手。2019年全豪オープン女子ダブルスでサマンサ・ストーサーとペアを組んで優勝した。これまでにWTAツアーでシングルス2勝、ダブルス8勝を挙げている。身長177cm、体重65kg。右利き、バックハンド・ストロークは両手打ち。自己最高ランキングはシングルス23位、ダブルス14位。

## 来歴
サッカー選手の父とバスケットボール選手の母の間に生まれ、6歳からテニスを始める。2004年からITFサーキット大会に出場を始め、2007年全豪オープンから4大大会の予選に挑戦し2008年全米オープンで予選を勝ち上がり初出場した。張帥は1回戦でシード選手と当たることが多く、2015年全仏オープンまで出場した14大会連続で初戦敗退を喫していた。
2009年10月のチャイナ・オープンでは当時世界ランキング226位で主催者推薦の出場から1回戦でイベタ・ベネソバを 6-4, 6-2、2回戦で当時世界ランキング1位のディナラ・サフィナを 7-5, 7-6 (5) で破る殊勲を挙げた。226位は世界1位の選手に勝った選手の中で最も低いランキングである。
2013年9月の広州国際女子オープンでシングルス初の決勝に進出しバニア・キングを 7–6(1), 6–1 で破り初のシングルスタイトルを獲得した
2014年5月のBNLイタリア国際では2回戦で当時世界ランキング5位のペトラ・クビトバを 7-6(6), 5-7, 6-3 で破った。
2016年の全豪オープンで第2シードのシモナ・ハレプを 6-4, 6-3 で破り、4大大会15回目の出場で悲願の初勝利を挙げると、勢いに乗ってベスト8まで勝ち進む。準々決勝でジョアンナ・コンタに 4-6, 1-6 で敗れた。2016年11月14日付のランキングで自己最高の23位を記録している。
ダブルスでは2011年にクルム伊達公子とペアを組みHPオープンの決勝でバニア・キング&ヤロスラワ・シュウェドワ組を 7–5, 3–6, [11–9] で破りツアー初優勝を果たした。2012年7月ロンドン五輪では李娜とのペアで出場し、2回戦でチェコのアンドレア・フラバーチコバ&ルーシー・ハラデツカ組に 3-6, 1-6 で敗れた。2012年全米オープンでは荘佳容、2017年全米オープンでは詹皓晴とのペアでベスト8、2018年全米オープンではサマンサ・ストーサーとのペアでベスト4に進出した。
2019年全豪オープンではサマンサ・ストーサーとのペアで女子ダブルス決勝に進出した。ティメア・バボシュ&クリスティナ・ムラデノビッチ組を 6–3, 6–4 で破り初の4大大会タイトルを獲得した。

## WTAツアー決勝進出結果

### シングルス: 2回 (2勝0敗)
| 大会グレード                  |
| ----------------------------- |
| グランドスラム (0–0)          |
| WTAファイナルズ (0–0)         |
| プレミア・マンダトリー (0–0)  |
| プレミア5 (0-0)               |
| WTAエリート・トロフィー (0-0) |
| プレミア (0–0)                |
| インターナショナル (2–0)      |

| 結果 | No. | 決勝日        | 大会 | サーフェス | 対戦相手                   | スコア        |
| ---- | --- | ------------- | ---- | ---------- | -------------------------- | ------------- |
| 優勝 | 1.  | 2013年9月21日 | 広州 | ハード     | バニア・キング             | 7–6(1), 6–1   |
| 優勝 | 2.  | 2017年9月23日 | 広州 | ハード     | アレクサンドラ・クルニッチ | 6–2, 3–6, 6–2 |

### ダブルス: 14回 (8勝6敗)
| 結果   | No. | 決勝日         | 大会             | サーフェス    | パートナー             | 対戦相手                                              | スコア                  |
| ------ | --- | -------------- | ---------------- | ------------- | ---------------------- | ----------------------------------------------------- | ----------------------- |
| 優勝   | 1.  | 2011年10月16日 | 大阪             | ハード        | クルム伊達公子         | バニア・キング ヤロスラワ・シュウェドワ               | 7–5, 3–6, [11–9]        |
| 準優勝 | 1.  | 2012年2月26日  | モンテレイ       | ハード        | クルム伊達公子         | サラ・エラニ ロベルタ・ビンチ                         | 2–6, 6–7(6)             |
| 優勝   | 2.  | 2012年5月5日   | エストリル       | クレー        | 荘佳容                 | ヤロスラワ・シュウェドワ ガリナ・ボスコボワ           | 4–6, 6–1, [11–9]        |
| 優勝   | 3.  | 2012年9月22日  | 広州             | ハード        | タマリネ・タナスガーン | ヤルミラ・ガイドソバ モニカ・ニクレスク               | 2–6, 6–2, [10–8]        |
| 準優勝 | 2.  | 2013年3月3日   | クアラルンプール | ハード        | ヤネッテ・フサロバ     | 青山修子 張凱貞                                       | 7–6(4), 6–7(4), [12–14] |
| 準優勝 | 3.  | 2013年10月13日 | 大阪             | ハード        | サマンサ・ストーサー   | クリスティナ・ムラデノビッチ フラビア・ペンネッタ     | 4-6, 3-6                |
| 準優勝 | 4.  | 2014年1月11日  | ホバート         | ハード        | リサ・レイモンド       | モニカ・ニクレスク クララ・ザコパロバ                 | 2–6, 7–6(5), [8–10]     |
| 優勝   | 4.  | 2014年2月2日   | パタヤ           | ハード        | 彭帥                   | アーラ・クドゥリャフツェワ アナスタシア・ロディオノワ | 3–6, 7–6(5), [10–6]     |
| 準優勝 | 5.  | 2017年6月25日  | バーミンガム     | 芝            | 詹皓晴                 | アシュリー・バーティ ケーシー・デラクア               | 1-6, 6–2, [8–10]        |
| 準優勝 | 6.  | 2017年11月5日  | 珠海             | ハード (室内) | 魯晶晶                 | 段瑩瑩 韓馨蘊                                         | 2–6, 1–6                |
| 優勝   | 5.  | 2018年4月29日  | イスタンブール   | クレー        | 梁辰                   | クセーニャ・クノル アナ・スミス                       | 6–4, 6–4                |
| 優勝   | 6.  | 2018年9月16日  | 広島             | ハード        | 穂積絵莉               | 二宮真琴 加藤未唯                                     | 6–2, 6–4                |
| 優勝   | 7.  | 2018年10月14日 | 香港             | ハード        | サマンサ・ストーサー   | 青山修子 リジア・マロザワ                             | 6-4, 6-4                |
| 優勝   | 8.  | 2019年1月26日  | 全豪オープン     | ハード        | サマンサ・ストーサー   | ティメア・バボシュ クリスティナ・ムラデノビッチ       | 6–3, 6–4                |

## 4大大会シングルス成績
略語の説明
| W | F | SF | QF | #R | RR | Q# | LQ | A | Z# | PO | G | S | B | NMS | P | NH |

W=優勝, F=準優勝, SF=ベスト4, QF=ベスト8, #R=#回戦敗退, RR=ラウンドロビン敗退, Q#=予選#回戦敗退, LQ=予選敗退, A=大会不参加, Z#=デビスカップ/BJKカップ地域ゾーン, PO=デビスカップ/BJKカッププレーオフ, G=オリンピック金メダル, S=オリンピック銀メダル, B=オリンピック銅メダル, NMS=マスターズシリーズから降格, P=開催延期, NH=開催なし.
| 大会           | 2007 | 2008 | 2009 | 2010 | 2011 | 2012 | 2013 | 2014 | 2015 | 2016 | 2017 | 2018 | 2019 | 通算成績 |
| -------------- | ---- | ---- | ---- | ---- | ---- | ---- | ---- | ---- | ---- | ---- | ---- | ---- | ---- | -------- |
| 全豪オープン   | LQ   | LQ   | A    | LQ   | 1R   | 1R   | A    | 1R   | 1R   | QF   | 2R   | 2R   | 3R   | 8–8      |
| 全仏オープン   | A    | LQ   | A    | 1R   | 1R   | 1R   | A    | 1R   | 1R   | 2R   | 3R   | 2R   |      | 4–8      |
| ウィンブルドン | A    | A    | A    | LQ   | 1R   | LQ   | A    | 1R   | LQ   | 1R   | 1R   | 1R   |      | 0–5      |
| 全米オープン   | LQ   | 1R   | LQ   | LQ   | 1R   | LQ   | LQ   | 1R   | LQ   | 3R   | 3R   | 1R   |      | 4–6      |